# حكة مائية المنشأ
حكّة مائيّة المنشأ (بالإنجليزية: Aquagenic pruritus)‏ هي حالة جلدية تتميز بتطور حكة حادة وشديدة تشبه ثقب البشرة بدون آفات جلدية يثيرها الاتصال مع الماء.